# كلاوديو مارتينو
كلاوديو مارتينو (بالإسبانية: Claudio Martino)‏ هو ممثل أرجنتيني، ولد في 10 نوفمبر 1910 في الأرجنتين، وتوفي في 1979.

## وصلات خارجية
- كلاوديو مارتينو على موقع IMDb (الإنجليزية)
- كلاوديو مارتينو على موقع قاعدة بيانات الفيلم (الإنجليزية)
- كلاوديو مارتينو على موقع كينوبويسك (الروسية)